# Angelo Di Livio
Angelo Di Livio (Rome, 26 juli 1966) is een voormalig Italiaans voetballer die voornamelijk als middenvelder speelde. Hij beëindigde zijn actieve loopbaan in 2005 bij Fiorentina.

## Clubcarrière
Di Livio speelde voor Reggiana (1985-1986), Nocerina (1986-1987), Perugia (1987-1989), Padova (1989-1993), Juventus (1993-1999) en Fiorentina (1999-2005). Zijn enorme loopvermogen maakte van hem een belangrijk onderdeel van het machtige Juventus in de jaren negentig. Met De Oude Dame won hij onder anderen drie landstitels (Serie A) en eenmaal de UEFA Champions League. Bij Fiorentina groeide hij uit tot een legende, toen hij, na een verplichte degradatie van de club naar de Serie D, de club trouw bleef tot de club terug was in de Serie A.

## Interlandcarrière
Di Livio maakte zijn debuut voor Italië op 6 september 1995 tegen Slovenië; zijn laatste interland speelde hij op 18 juni 2002 tegen Zuid-Korea. De Livio speelde veertig keer voor Italië, waarin hij niet tot scoren kwam. Hij speelde op het EK 1996, het WK 1998, het EK 2000 en het WK 2002.

## Erelijst
Juventus
- Serie A: 1994/95, 1996/97, 1997/98
- Coppa Italia: 1994/95
- Supercoppa Italiana: 1995, 1997
- UEFA Champions League: 1995/96
- UEFA Super Cup: 1996
- Intercontinental Cup: 1996

 Fiorentina
- Coppa Italia: 2000/01
- Serie C2: 2002/03

 Perugia
- Serie C2: 1987/88